# Coupe d'Union soviétique de football
La Coupe d'URSS de football (en russe : Кубок СССР по футболу, Koubok SSSR po foutbolnou) est une compétition de football à élimination directe organisée par la Fédération d'Union soviétique de football (FF SSSR). Accessible exclusivement aux équipes de l'Union soviétique, la compétition a principalement été disputée par les clubs issus des divisions soviétiques professionnelles (pouvant aller de un à quatre échelons selon les années), bien que les premières éditions aient accueilli un grand nombre d'équipes amateures.
À partir de 1964, le vainqueur de la compétition se voit attribuer une place qualificative pour la Coupe des coupes.
La Coupe d'Union soviétique a été disputée à 51 reprises entre 1936 et 1992, connaissant une première interruption entre 1940 et 1943 en raison de la Seconde Guerre mondiale, puis une seconde plus brève en 1956. Le palmarès de la compétition est largement dominé par la ville de Moscou, avec 29 éditions remportées par les clubs moscovites, incluant le Spartak Moscou qui est le plus titré avec dix victoires à lui seul pour cinq défaites en finale. Le Dynamo Kiev affiche quant à lui le deuxième meilleur bilan dans la compétition avec neuf titres remportés pour une seule finale perdue. Vainqueur à six reprises, le Torpedo Moscou est avec le Spartak Moscou l'équipe à avoir pris part au plus de finales avec quinze apparitions pour neuf défaites.
En tout, seules quatre des républiques de l'Union soviétique sont parvenues à remporter le trophée : la RSFS de Russie (31 fois), la RSS d'Ukraine (16 fois), la RSS de Géorgie (2 fois avec le Dinamo Tbilissi) et la RSS d'Arménie (2 fois avec l'Ararat Erevan). Les républiques de Biélorussie et d'Ouzbékistan n'ont quant à elles été que finalistes, avec respectivement le Dinamo Minsk par deux fois et le Pakhtakor Tachkent.

## Histoire

Annonce pour la finale de l'édition 1936 dans le quotidien sportif Krasny Sport.

La création de la Coupe d'Union soviétique en 1936 va de pair avec celle du championnat national la même année, la compétition servant à l'origine de tournoi estival entrecoupant les deux saisons du championnat de 1936. Cette première édition voit pas moins de 94 équipes participer au tournoi, dont 66 clubs amateurs issus des championnats des différentes républiques de l'Union soviétique. Elle s'achève par la suite sur la victoire en finale du Lokomotiv Moscou aux dépens du Dinamo Tbilissi. L'année suivante voit le Dynamo Moscou s'imposer, une fois de plus contre l'équipe de Tbilissi, puis réaliser le premier doublé national en remportant le championnat quelques mois plus tard. Les éditions de 1938 et 1939 sont quant à elles remportées par le Spartak Moscou, qui réalise également le doublé lors de ces deux années.
Les premières éditions voient notamment un grand nombre d'équipes amateurs prendre part au tournoi, le nombre de participants s'approchant ainsi des 300 en 1938. Par la suite, la participation des clubs non professionnels est nettement réduite, avec la mise en place dès l'édition 1939 de phases préliminaires sous la forme de coupes républicaines, dont seuls les vainqueurs obtiennent le droit d'accéder à la coupe nationale. Cette période voit notamment les deux équipes amateurs du Krasnoïé Znamia Noguinsk et du Dinamo Tachkent atteindre le stade des demi-finales, respectivement en 1936 et 1939.
Non disputée entre 1940 et 1943 en raison de la Seconde Guerre mondiale, la coupe est le premier tournoi à reprendre ses droits au niveau national dès l'été 1944. Cette édition, à laquelle seules 24 équipes prennent part, voit le succès du Zénith Léningrad, qui devient le premier vainqueur non moscovite de la compétition. Les années qui suivent demeurent cependant dominées par les clubs de la capitale, le Spartak et le CDKA/CDSA Moscou s'adjugeant chacun trois titres entre 1945 et 1951. Il faut ainsi attendre l'édition 1954 et le succès en finale du Dynamo Kiev face au Spartak Erevan, alors pensionnaire du deuxième échelon, pour assister à la victoire d'une équipe non moscovite mais également non russe.
Les années 1960 sont notamment marquées par plusieurs nouveaux succès pour les équipes issues de la RSS d'Ukraine, le Dynamo Kiev s'imposant par deux fois en 1964 et 1966, de même pour le Chakhtior Donetsk en 1961 et 1962 tandis que le Karpaty Lvov l'emporte en 1969 et devient à cette occasion la seule équipe de la deuxième division à remporter le tournoi. Un autre pensionnaire du deuxième échelon, le Znamia Trouda Orekhovo-Zouïevo, prend également part à la finale de 1962 mais doit pour sa part s'incliner face au Chakhtior. Cette période est également marquée par une réforme du calendrier de la compétition, qui adopte un format sur deux années, d'abord brièvement en 1959-1960 puis sur trois éditions successives entre 1965 et 1968, avant de revenir par la suite à un calendrier sur une seule année.
La décennie 1970 ainsi que le début des années 1980 s'accompagne de nouveaux vainqueurs, les plus notables étant l'Ararat Erevan pour l'Arménie et le Dinamo Tbilissi pour la Géorgie qui s'imposent chacun à deux reprises, en 1973 et 1975 pour l'un, et en 1976 et 1979 pour l'autre. À cela s'ajoute également le succès du SKA Rostov, qui devient la deuxième équipe russe non moscovite à l'emporter en 1981.
À partir de 1984, la coupe adopte une nouvelle fois le format sur deux années en place durant une partie des années 1960. Cette formule reste par la suite en place pour les dernières éditions de la compétition. Active pendant le reste de la décennie 1980 et le tout début des années 1990, la coupe voit notamment les victoires du Metallist Kharkov en 1988 puis du Dniepr Dniepropetrovsk l'année suivante.
Dans le contexte des derniers jours de l'Union soviétique, les éditions disputées entre 1990 et 1991 sont marquées par plusieurs abandons des équipes de certaines républiques socialistes dans un contexte de montée des mouvements indépendantistes, notamment en Géorgie et dans les pays baltes. La dernière édition de la compétition, disputée entre 1991 et 1992, voit ainsi les dernières phases du tournoi prendre place dans les mois suivant la dissolution de l'Union soviétique, de sorte que trois clubs moscovites ainsi que l'équipe tadjike du Pamir Douchanbé prennent part aux demi-finales. Cet ultime tournoi s'achève par la suite sur un dixième succès du Spartak Moscou aux dépens du CSKA Moscou durant le mois de mai 1992.

## Palmarès
| Saison    | Vainqueur                            | Score                | Finaliste                                     |
| --------- | ------------------------------------ | -------------------- | --------------------------------------------- |
| 1936      | Lokomotiv Moscou RSFS de Russie      | 2 - 0                | Dinamo Tbilissi RSS de Géorgie                |
| 1937      | Dynamo Moscou RSFS de Russie         | 5 - 2                | Dinamo Tbilissi RSS de Géorgie                |
| 1938      | Spartak Moscou RSFS de Russie        | 3 - 2                | Elektrik Léningrad RSFS de Russie             |
| 1939      | Spartak Moscou (2) RSFS de Russie    | 3 - 1                | Stalinets Léningrad RSFS de Russie            |
| 1940-1943 | Non jouée                            | Non jouée            | Non jouée                                     |
| 1944      | Zénith Léningrad RSFS de Russie      | 2 - 1                | CDKA Moscou RSFS de Russie                    |
| 1945      | CDKA Moscou RSFS de Russie           | 2 - 1                | Dynamo Moscou RSFS de Russie                  |
| 1946      | Spartak Moscou (3) RSFS de Russie    | 3 - 2 ap             | Dinamo Tbilissi RSS de Géorgie                |
| 1947      | Spartak Moscou (4) RSFS de Russie    | 2 - 0                | Torpedo Moscou RSFS de Russie                 |
| 1948      | CDKA Moscou (2) RSFS de Russie       | 3 - 0                | Spartak Moscou RSFS de Russie                 |
| 1949      | Torpedo Moscou RSFS de Russie        | 2 - 1                | Dynamo Moscou RSFS de Russie                  |
| 1950      | Spartak Moscou (5) RSFS de Russie    | 3 - 0                | Dynamo Moscou RSFS de Russie                  |
| 1951      | CDSA Moscou (3) RSFS de Russie       | 2 - 1 ap             | SK Kalinine (ru) RSFS de Russie               |
| 1952      | Torpedo Moscou (2) RSFS de Russie    | 1 - 0                | Spartak Moscou RSFS de Russie                 |
| 1953      | Dynamo Moscou (2) RSFS de Russie     | 1 - 0                | Zénith Kouïbychev RSFS de Russie              |
| 1954      | Dynamo Kiev RSS d'Ukraine            | 2 - 1                | Spartak Erevan RSS d'Arménie                  |
| 1955      | CDSA Moscou (4) RSFS de Russie       | 2 - 1                | Dynamo Moscou RSFS de Russie                  |
| 1956      | Non jouée                            | Non jouée            | Non jouée                                     |
| 1957      | Lokomotiv Moscou RSFS de Russie      | 1 - 0                | Spartak Moscou RSFS de Russie                 |
| 1958      | Spartak Moscou (6) RSFS de Russie    | 1 - 0 ap             | Torpedo Moscou RSFS de Russie                 |
| 1959-1960 | Torpedo Moscou (3) RSFS de Russie    | 4 - 3 ap             | Dinamo Tbilissi RSS de Géorgie                |
| 1961      | Chakhtior Stalino RSS d'Ukraine      | 3 - 1                | Torpedo Moscou RSFS de Russie                 |
| 1962      | Chakhtior Donetsk (2) RSS d'Ukraine  | 2 - 0                | Znamia Trouda Orekhovo-Zouïevo RSFS de Russie |
| 1963      | Spartak Moscou (7) RSFS de Russie    | 2 - 1                | Chakhtior Donetsk RSS d'Ukraine               |
| 1964      | Dynamo Kiev (2) RSS d'Ukraine        | 1 - 0                | Krylia Sovetov Kouïbychev RSFS de Russie      |
| 1965      | Spartak Moscou (8) RSFS de Russie    | 0 - 0                | Dinamo Minsk RSS de Biélorussie               |
| 1965      | Spartak Moscou (8) RSFS de Russie    | 2 - 1 ap             | Dinamo Minsk RSS de Biélorussie               |
| 1965-1966 | Dynamo Kiev (3) RSS d'Ukraine        | 2 - 0                | Torpedo Moscou RSFS de Russie                 |
| 1966-1967 | Dynamo Moscou (3) RSFS de Russie     | 3 - 0                | CSKA Moscou RSFS de Russie                    |
| 1967-1968 | Torpedo Moscou (4) RSFS de Russie    | 1 - 0                | Pakhtakor Tachkent RSS d'Ouzbékistan          |
| 1969      | Karpaty Lvov RSS d'Ukraine           | 2 - 1                | SKA Rostov RSFS de Russie                     |
| 1970      | Dynamo Moscou (4) RSFS de Russie     | 2 - 1                | Dinamo Tbilissi RSS de Géorgie                |
| 1971      | Spartak Moscou (9) RSFS de Russie    | 2 - 2                | SKA Rostov RSFS de Russie                     |
| 1971      | Spartak Moscou (9) RSFS de Russie    | 1 - 0                | SKA Rostov RSFS de Russie                     |
| 1972      | Torpedo Moscou (5) RSFS de Russie    | 0 - 0                | Spartak Moscou RSFS de Russie                 |
| 1972      | Torpedo Moscou (5) RSFS de Russie    | 1 - 1 ap (5 - 1 tab) | Spartak Moscou RSFS de Russie                 |
| 1973      | Ararat Erevan RSS d'Arménie          | 2 - 1 ap             | Dynamo Kiev RSS d'Ukraine                     |
| 1974      | Dynamo Kiev (4) RSS d'Ukraine        | 3 - 0 ap             | Zaria Vorochilovgrad RSS d'Ukraine            |
| 1975      | Ararat Erevan (2) RSS d'Arménie      | 2 - 1                | Zaria Vorochilovgrad RSS d'Ukraine            |
| 1976      | Dinamo Tbilissi RSS de Géorgie       | 3 - 0                | Ararat Erevan RSS d'Arménie                   |
| 1977      | Dynamo Moscou (5) RSFS de Russie     | 1 - 0                | Torpedo Moscou RSFS de Russie                 |
| 1978      | Dynamo Kiev (5) RSS d'Ukraine        | 2 - 1 ap             | Chakhtior Donetsk RSS d'Ukraine               |
| 1979      | Dinamo Tbilissi (2) RSS de Géorgie   | 0 - 0 ap (5 - 4 tab) | Dynamo Moscou RSFS de Russie                  |
| 1980      | Chakhtior Donetsk (3) RSS d'Ukraine  | 2 - 1                | Dinamo Tbilissi RSS de Géorgie                |
| 1981      | SKA Rostov RSFS de Russie            | 1 - 0                | Spartak Moscou RSFS de Russie                 |
| 1982      | Dynamo Kiev (6) RSS d'Ukraine        | 1 - 0                | Torpedo Moscou RSFS de Russie                 |
| 1983      | Chakhtior Donetsk (4) RSS d'Ukraine  | 1 - 0                | Metallist Kharkov RSS d'Ukraine               |
| 1984      | Dynamo Moscou (6) RSFS de Russie     | 2 - 0 ap             | Zénith Léningrad RSFS de Russie               |
| 1984-1985 | Dynamo Kiev (7) RSS d'Ukraine        | 2 - 1                | Chakhtior Donetsk RSS d'Ukraine               |
| 1985-1986 | Torpedo Moscou (6) RSFS de Russie    | 1 - 0                | Chakhtior Donetsk RSS d'Ukraine               |
| 1986-1987 | Dynamo Kiev (8) RSS d'Ukraine        | 3 - 3 ap (4 - 2 tab) | Dinamo Minsk RSS de Biélorussie               |
| 1987-1988 | Metallist Kharkov RSS d'Ukraine      | 2 - 0                | Torpedo Moscou RSFS de Russie                 |
| 1988-1989 | Dniepr Dniepropetrovsk RSS d'Ukraine | 1 - 0                | Torpedo Moscou RSFS de Russie                 |
| 1989-1990 | Dynamo Kiev (9) RSS d'Ukraine        | 6 - 1                | Lokomotiv Moscou RSFS de Russie               |
| 1990-1991 | CSKA Moscou (5) RSFS de Russie       | 3 - 2                | Torpedo Moscou RSFS de Russie                 |
| 1991-1992 | Spartak Moscou (10) RSFS de Russie   | 2 - 0                | CSKA Moscou RSFS de Russie                    |

1. ↑  La finale de 1951 entre le CDSA Moscou et le SK Kalinine doit être rejouée en raison de protestations contre l'arbitrage lors de la finale originelle, qui s'était également achevée sur le score de 2 buts à 1 en faveur des Moscovites, mais sans passer par la prolongation.
2. 1 2 3  Match rejoué.

## Bilan

### Bilan par club
| Club                           | Victoire(s) | Finale(s) | Édition(s) remportée(s)                                    |
| ------------------------------ | ----------- | --------- | ---------------------------------------------------------- |
| Spartak Moscou                 | 10          | 5         | 1938, 1939, 1946, 1947, 1950, 1958, 1963, 1965, 1971, 1992 |
| Dynamo Kiev                    | 9           | 1         | 1954, 1964, 1966, 1974, 1978, 1982, 1985, 1987, 1990       |
| Torpedo Moscou                 | 6           | 9         | 1949, 1952, 1960, 1968, 1972, 1986                         |
| Dynamo Moscou                  | 6           | 5         | 1937, 1953, 1967, 1970, 1977, 1984                         |
| CSKA Moscou                    | 5           | 3         | 1945, 1948, 1951, 1955, 1991                               |
| Chakhtior Donetsk              | 4           | 4         | 1961, 1962, 1980, 1983                                     |
| Dinamo Tbilissi                | 2           | 6         | 1976, 1979                                                 |
| Ararat Erevan                  | 2           | 2         | 1973, 1975                                                 |
| Lokomotiv Moscou               | 2           | 1         | 1936, 1957                                                 |
| Zénith Léningrad               | 1           | 2         | 1944                                                       |
| SKA Rostov                     | 1           | 2         | 1981                                                       |
| Metallist Kharkov              | 1           | 1         | 1988                                                       |
| Karpaty Lvov                   | 1           | -         | 1969                                                       |
| Dniepr Dniepropetrovsk         | 1           | -         | 1989                                                       |
| Krylia Sovetov Kouïbychev      | -           | 2         |                                                            |
| Dinamo Minsk                   | -           | 2         |                                                            |
| Zaria Vorochilovgrad           | -           | 2         |                                                            |
| Elektrik Léningrad             | -           | 1         |                                                            |
| SK Kalinine (ru)               | -           | 1         |                                                            |
| Znamia Trouda Orekhovo-Zouïevo | -           | 1         |                                                            |
| Pakhtakor Tachkent             | -           | 1         |                                                            |

### Bilan par république
| République         | Victoire(s) | Finale(s) | Club(s) titré(s) |
| ------------------ | ----------- | --------- | --- |
| RSFS de Russie     | 31          | 32        | Spartak Moscou (10) Dynamo Moscou (6) Torpedo Moscou (6) CSKA Moscou (5) Lokomotiv Moscou (2) SKA Rostov (1) Zénith Léningrad (1) |
| RSS d'Ukraine      | 16          | 8         | Dynamo Kiev (9) Chakhtior Donetsk (4) Dniepr Dniepropetrovsk (1) Karpaty Lvov (1) Metallist Kharkov (1)                           |
| RSS de Géorgie     | 2           | 6         | Dinamo Tbilissi (2) |
| RSS d'Arménie      | 2           | 2         | Ararat Erevan (2) |
| RSS de Biélorussie | -           | 2         | - |
| RSS d'Ouzbékistan  | -           | 1         | - |